# Rándulás (fizika)
A rándulás (angolul: jerk) egy pontszerű test (vagy egy kiterjedt test egyik pontja) gyorsulásának sebességét leíró fizikai vektormennyiség. Tehát a sebességváltozásnak (gyorsulásának) az időbeli változását jelöli. Nincs egyezményes jelölése, de szokásos jelölése: j.
Tulajdonképpen egy gyorsuló test gyorsulásának megváltozásakor érződő rándulás mértéke, ami tudományosan a gyorsulás idő szerinti deriváltja, a sebesség második deriváltja, vagy a súrolt pálya (helyvektor) harmadik deriváltja. Ezt meghatározzák az alábbi ekvivalens kifejezések bármelyike:
{\displaystyle {\vec {j}}={\frac {\mathrm {d} {\vec {a}}}{\mathrm {d} t}}={\frac {\mathrm {d} ^{2}{\vec {v}}}{\mathrm {d} t^{2}}}={\frac {\mathrm {d} ^{3}{\vec {s}}}{\mathrm {d} t^{3}}}},
ahol
-   {\displaystyle {\vec {a}}}  a pont gyorsulása,
-   {\displaystyle {\vec {v}}}  a pont sebessége,
-   {\displaystyle {\vec {s}}}  a pont pályán súrolt útja,
-   t    az eltelt idő.

Mértékegysége a méter per szekundumköb: m/s³ vagy m·s−3.

## Alkalmazása
Általában hullámvasutak és más nagy gyorsuláskülönbségekkel rendelkező objektumok tervezésénél használják. Itt nagy pontosságra van szükség, mivel ilyen mozgásoknál ügyelni kell az anyag terhelésére, igénybevételére, és persze az emberekre. Az embereknek például időre van szükségük, hogy az izmok biztonságosan felvegyék a terhelésváltozásokat. Ennek következtében nyilván nem csak a gyorsulásnak, hanem a rándulásnak is van egy maximum értéke a biztonság határán belül.
A gyártási eljárásokban is fontos szerepet játszik. Egy vágószerszám üzemelésekor a gyorsulásában bekövetkező sebes változások korai kihasználtsághoz és egyenlőtlen vágásokhoz vezetnek. A modern mozgásvezérlők éppen ezért tartalmaznak ránduláskorlátozót.

### Harmadrendű mozgásprofil
A mozgásprofil 7 részből áll, és ezek a következőek:
1. gyorsulás elindulása, maximális pozitív jerkkel
2. állandó maximális gyorsulás (jerk zérus)
3. gyorsulás lassulása, maximális negatív jerkkel közelíti meg a maximális sebességet
4. állandó maximális sebesség (gyorsulás, jerk zérus)
5. lassulás elindulása, maximális negatív jerkkel közelíti meg a kívánt lassulást
6. állandó lassulás (zérus jerk)
7. lassulás leállása, gyorsulás, sebesség közelít a nullához, maximális pozitív jerkkel

Ha a kezdeti és végső pozíciók közeliek egymáshoz, a maximális gyorsulást és sebességet nem érhetik el.